# Quando avrai finito di salvare il mondo
Quando avrai finito di salvare il mondo (When You Finish Saving the World) è un film del 2022 scritto e diretto da Jesse Eisenberg, al suo esordio alla regia.
Adattamento in chiave contemporanea dell'omonimo audiodramma autobiografico dello stesso Eisenberg, è interpretato da Finn Wolfhard e Julianne Moore.

## Trama
Il diciassettenne dell'Indiana Ziggy Katz è uno studente delle superiori che esegue canzoni folk-rock originali per una base di adoranti fan online. Quest'attività si scontra la sua formale e rigida madre, Evelyn, che gestisce una casa di accoglienza per i sopravvissuti agli abusi domestici. Evelyn, sentendosi distante dal figlio, cerca di convincerlo a venire con lei e a fare il volontario al rifugio, ma il ragazzo rifiuta, scegliendo la redditizia opzione del live-streaming. Ziggy cerca di entrare in contatto con Lila, una sua compagna di classe attivista di cui si è invaghito, e dopo la scuola si reca a un festival di arti politiche locale per avvicinarsi a lei. Lila gli consiglia di usare la sua piattaforma per sensibilizzare l'opinione pubblica sui problemi attuali e legge una poesia sulla colonizzazione delle Isole Marshall, che il ragazzo apprezza e prende in prestito da lei. Contemporaneamente, Evelyn incontra Kyle, un diciassettenne che si trova al rifugio con la madre. Evelyn è colpita dalla sua gentilezza e gli offre di fare il volontario e di ottenere una borsa di studio per l'Oberlin College in Ohio, mentre Kyle è riluttante e preferirebbe lavorare nell'autofficina del padre.
Evelyn accompagna Kyle a fare lavori di volontariato in città e i due diventano molto uniti, con Evelyn che diventa sempre più materna con lui, mentre, nel frattempo, le tensioni tra Ziggy ed Evelyn continuano a crescere. Ziggy mette in musica la poesia di Lila e la suona per lei un pomeriggio. Quella sera, dopo che Ziggy si rifiuta di cenare per poter trasmettere in diretta streaming, Evelyn prende di nascosto la sua cena non consumata per darla a Kyle al rifugio, che la rifiuta perché ha già cenato prima. La mattina dopo la madre di Kyle affronta Evelyn, dicendole di smettere di fare pressioni su Kyle perché vada all'Oberlin College, visto che è intenzionato a lavorare nell'autofficina del padre. Perplessa, Evelyn chiama Kyle mentre questi è a scuola e il ragazzo conferma la sua posizione. Nello stesso momento, Ziggy comunica a Lila di aver trasmesso la canzone sul suo canale, vantandosi di aver attirato l'attenzione sul problema e di averne tratto profitto, con grande disappunto di Lila. Quel pomeriggio, Ziggy visita il rifugio mentre sua madre guarda i suoi vecchi video, prima di notarlo nelle vicinanze e incontrarsi faccia a faccia.

## Distribuzione
Il film è stato presentato in anteprima al Sundance Film Festival nel gennaio 2022 e alla Settimana internazionale della critica del 75º Festival di Cannes il maggio seguente. È stato distribuito nelle sale cinematografiche statunitensi da A24 a partire dal 20 gennaio 2023.